# Lares (Porto Rico)
Lares è una città di Porto Rico situata nella regione centro-occidentale dell'isola. L'area comunale confina a nord con Quebradillas, Camuy e Hatillo, a est con Utuado e Adjuntas, a sud con Yauco e Maricao e a ovest con Las Marías e San Sebastián. Il comune, che fu fondato nel 1827, oggi conta una popolazione di quasi 33 000 abitanti ed è suddiviso in 11 circoscrizioni (barrios). È bagnata dalle acque del fiume Guajataca.

## Circoscrizioni (Barrios)
- Bartolo
- Buenos Aires
- Callejones
- Espino
- Lares
- Lares Pueblo
- La Torre
- Mirasol
- Pezuela
- Piletas
- Pueblo
- Río Prieto